# 남양주시장
남양주시장은 경기도 남양주시의 시장이다.

## 역대 남양주시장
| 대수 | 이름   | 임기                             |
| ---- | ------ | -------------------------------- |
| 1대  | 황종태 | 1995년 1월 1일 ~ 1995년 6월 30일 |
| 2대  | 김영희 | 1995년 7월 1일 ~ 1998년 6월 30일 |
| 3대  | 김영희 | 1998년 7월 1일 ~ 2002년 6월 30일 |
| 4대  | 이광길 | 2002년 7월 1일 ~ 2006년 6월 30일 |
| 5대  | 이석우 | 2006년 7월 1일 ~ 2010년 6월 30일 |
| 6대  | 이석우 | 2010년 7월 1일 ~ 2014년 6월 30일 |
| 7대  | 이석우 | 2014년 7월 1일 ~ 2018년 6월 30일 |
| 8대  | 조광한 | 2018년 7월 1일 ~2022년 2월 15일  |
| 대행 | 박부영 | 2022년 2월 15일 ~2022년 6월 30일 |
| 9대  | 주광덕 | 2022년 7월 1일 ~                 |

## 같이 보기
- 남양주시장 선거